# World Series of Poker 1999
Le World Series of Poker 1999 furono la trentesima edizione della manifestazione. Si tennero dal 23 aprile al 10 maggio presso il casinò Binion's Horseshoe di Las Vegas.
Il vincitore del Main Event fu Noel Furlong.

## Eventi preliminari
| Evento                                      | Vincitore      | Premio   | Ultimo giocatore eliminato |
| ------------------------------------------- | -------------- | -------- | -------------------------- |
| $1.500 Limit Hold'em                        | Charles Brahmi | $338.000 | John Bonetti               |
| $1.500 Seven Card Stud Razz                 | Paul Clark     | $84.610  | Simon Zhang                |
| $2.500 Limit Hold'em                        | John Esposito  | $219.225 | Mimi Tran                  |
| $2.500 seven card stud                      | David Grey     | $199.000 | Eli Balas                  |
| $2.500 Pot Limit Omaha                      | Hassan Komoei  | $173.000 | Norbert Hoelting           |
| $2.500 Seven Card Stud 8 or better          | Ron Long       | $170.000 | Brian Nadell               |
| $2.500 No Limit Hold'em                     | Eric Holum     | $283.975 | Ted Forrest                |
| $2.500 Limit Omaha                          | Tom Franklin   | $104.000 | Erik Alps                  |
| $2.500 Omaha 8 or better                    | Steve Badger   | $186.000 | Larry Anderson             |
| $3.000 Limit Hold'em                        | Josh Arieh     | $202.800 | Humberto Brenes            |
| $3.500 No Limit Hold'em                     | Mike Matusow   | $147.440 | Alex Brenes                |
| $3.000 Pot Limit Hold'em                    | Layne Flack    | $224.400 | Matt Lefkowitz             |
| $5.000 Limit Hold'em                        | Eli Balas      | $220.000 | Annie Duke                 |
| $1.000 Seven Card Stud riservato alle donne | Christina Pie  | $34.000  | LaVonne Joyce              |
| $1.500 Omaha 8 or better                    | Mike Wattel    | $134.865 | Ed Smith                   |

## Main Event
I partecipanti al Main Event furono 393. Ciascuno di essi pagò un buy-in di 10.000 dollari.

### Tavolo finale
| Piazzamento | Nome              | Premio     |
| ----------- | ----------------- | ---------- |
| 1°          | Noel Furlong      | $1.000.000 |
| 2°          | Alan Goehring     | $768.625   |
| 3°          | Padraig Parkinson | $489.125   |
| 4°          | Erik Seidel       | $279.500   |
| 5°          | Chris Bigler      | $212.420   |
| 6°          | Huck Seed         | $167.700   |
| 7°          | George McKeever   | $125.775   |
| 8°          | Paul Rowe         | $83.850    |
| 9°          | Stanley Bayne     | $64.285    |